# Bob Sharpe
Robert Sharpe, detto Bob (Guelph, 17 giugno 1951), è un ex cestista canadese.

## Carriera
Con il Canada ha disputato i Campionati mondiali del 1974 e i Giochi olimpici di Montréal 1976.